# Sé de Angra do Heroísmo

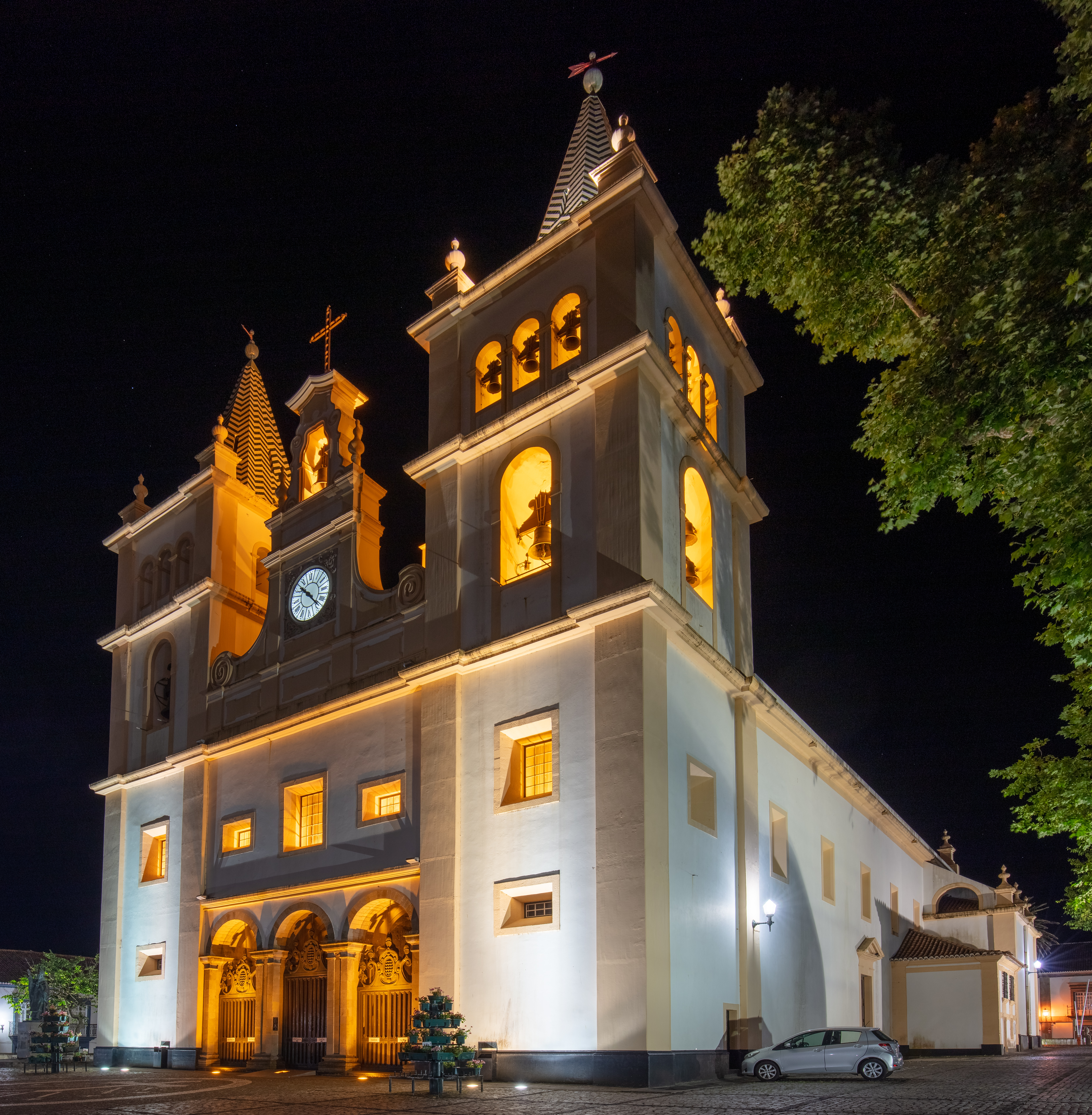
Sé de Angra do Heroísmo à noite.

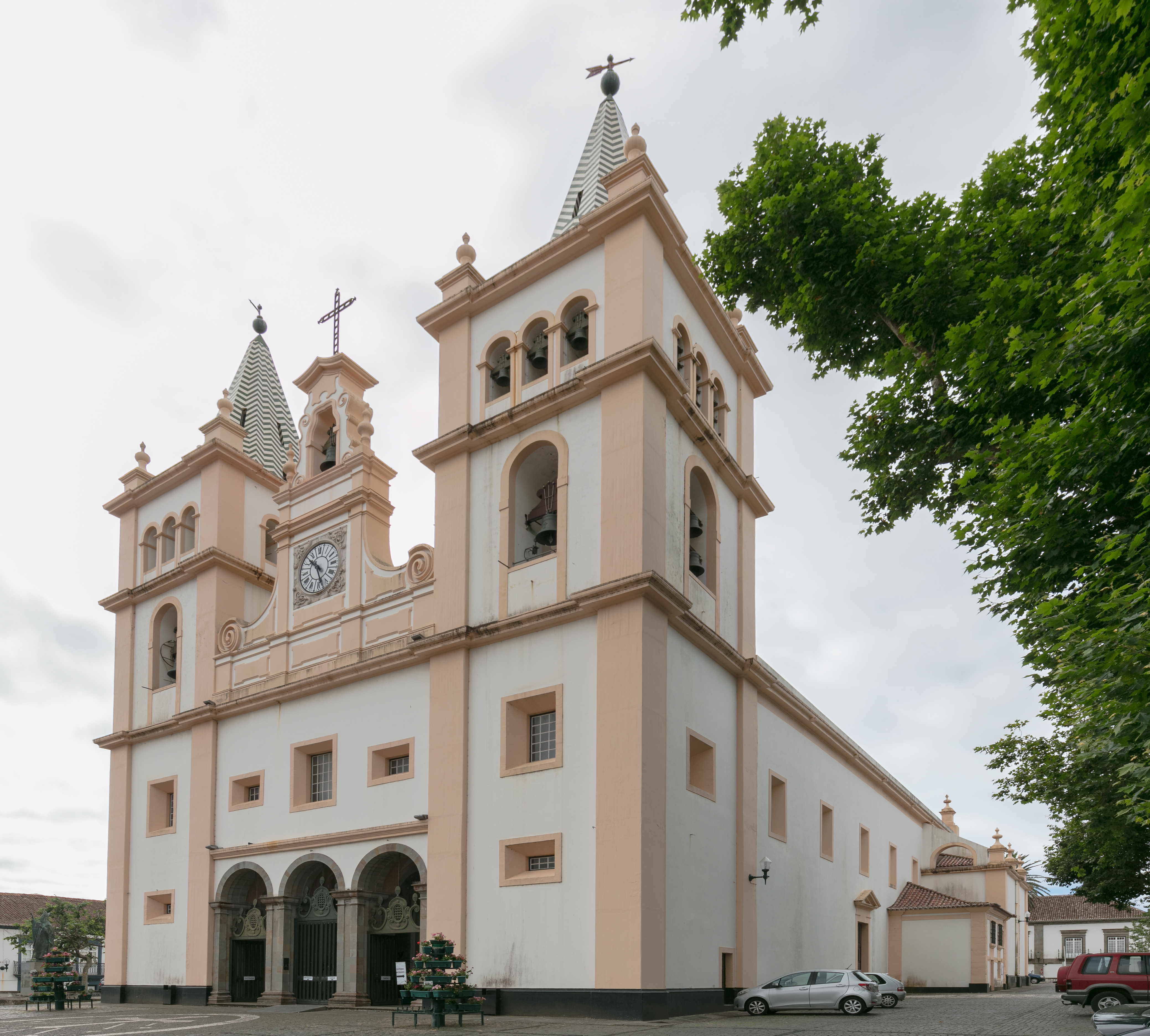
Sé de Angra do Heroísmo.

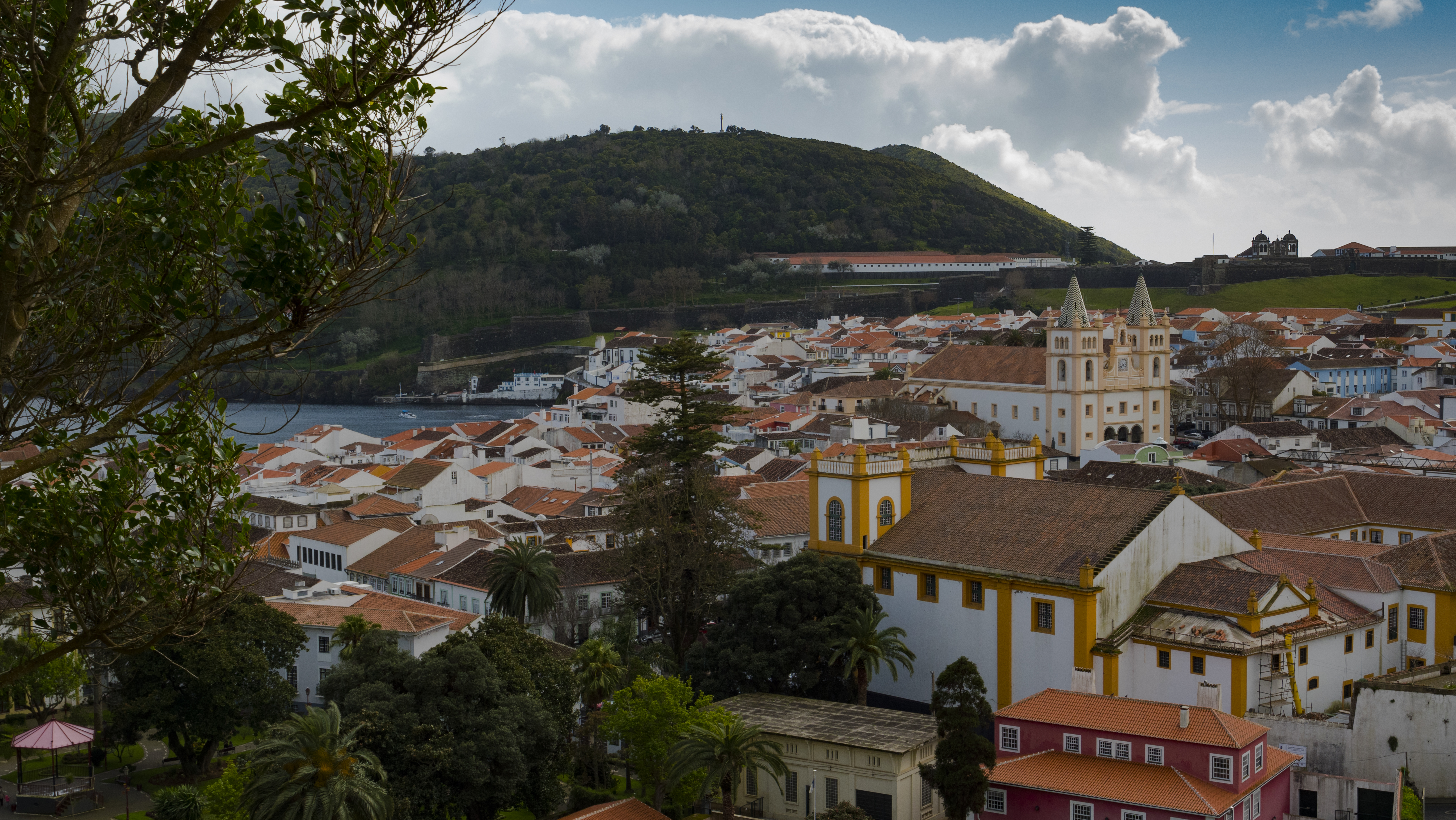
Sé Catedral no centro de Angra do Heroísmo, destacada pela altura das suas duas torres; ao fundo as muralhas da Fortaleza de São João Baptista e o Monte Brasil.

A Igreja do Santíssimo Salvador da Sé, também referida como Sé de Angra do Heroísmo, Catedral de Angra do Heroísmo, Igreja Paroquial da Sé ou Igreja do Santíssimo Salvador, localiza-se na freguesia da Sé, no centro histórico da cidade e município de Angra do Heroísmo, na ilha Terceira, nos Açores.
É a sede do Bispado de Angra, que engloba o arquipélago dos Açores, constituindo-se como o maior templo religioso da cidade e da área urbana classificada como Património da Humanidade.
O actual edifício, foi construído sobre a anterior Igreja de São Salvador, datada provavelmente de 1496; da primitiva igreja resta o altar mor, situado debaixo da capela; este edifício actual teve a sua construção iniciada em 1570 e foi alvo de diversos restauros devido a vários danos causados por condições meteorológicas adversas ou a calamidades, como o terremoto de 1980 ou o incêndio de 1984.
A Sé é caracterizada por uma sóbria fachada de duas torres sineiras, e apresenta um interior com tecto esculpido em cedro, azulejaria do século XVII, uma galeria de pinturas retratando os bispos de Angra, esculturas do século VII, mobiliário em jacarandá e um órgão de grandes dimensões.
Encontra-se classificada como Monumento Regional pela Resolução n.º 41/80, de 11 de Junho, e incluida no conjunto classificado da Zona Central da Cidade de Angra do Heroísmo, conforme os artigos 10.º e 57.º do «Decreto Legislativo Regional n.º 29/2004/A, de 24 de Agosto» (PDF). dre.pt.

## História

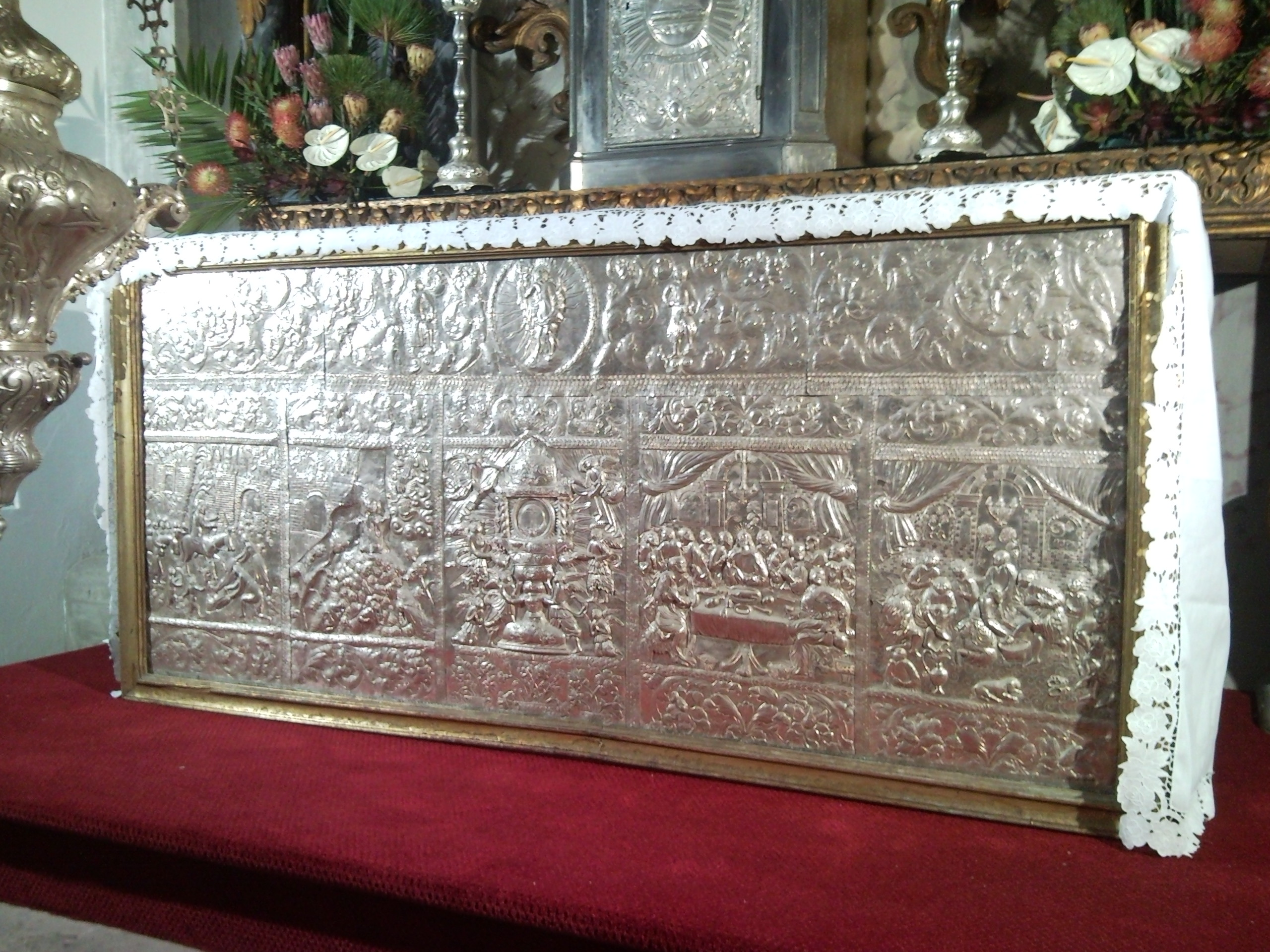
Sé Catedral: frontal de prata do altar do Santíssimo Sacramento com iconografia eucarística do século XVIII (Coleção da Sé de Angra do Heroísmo. Dimensões: 140x90 cm.)

Remonta a uma primitiva igreja paroquial, iniciada por Álvaro Martins Homem em 1461. Sob a invocação de São Salvador, deve ter sido concluída em 1496, data da nomeação do seu primeiro vigário. Sobre esta primitiva igreja pouco ou nada se sabe.
Com o aumento da população e a criação do Bispado de Angra, pela bula Æquum reputamus de 3 de Novembro de 1534, a Câmara Municipal formulou um pedido para que se construísse um novo edifício para a Sé, no mesmo local. Assim em 1536, a mando do Bispo, e de comum acordo com a Câmara de Angra, fizeram lembrar ao João III de Portugal a necessidade de cumprir o seu compromisso de instalar a sede da diocese.
Apesar disso o soberano não deu seguimento a este pedido, tratando antes dos aspectos organizativos. Este fato levou a Câmara de Angra, em 1557, a mandar nova mensagem ao rei a solicitar construção do novo templo, aproveitando para informá-lo, contudo, que os moradores de Angra não estavam em condições financeiras de contribuir para esse fim.
Finalmente, a 10 de janeiro de 1568, já no reinado do Cardeal D. Henrique é que a Coroa tomou a decisão de mandar construir a nova Sé às suas expensas. A opção foi no sentido de se construir um novo templo no mesmo sítio do já existente, mas alargando muitíssimo o espaço, que acabou por ocupar todo um quarteirão no centro da cidade, delimitado pelas rua da Sé, Carreira dos Cavalos, da Rosa e do Salinas. Para esse fim foram destinados 3 mil cruzados anuais dos direitos régios sobre o pastel na ilha de São Miguel, enquanto durassem as obras.
Do reino veio a Angra o arquiteto Luís Gonçalves, que elaborou o projeto de um vasto templo maneirista ou de arquitetura chã portuguesa, que seria depois sucessivamente adaptado por outros profissionais, nomeadamente João de Carvalho.
A pedra fundamental foi lançada em 18 de novembro de 1570, em cerimónia solene, tendo os seus trabalhos se estendido por meio século, com, pelo menos um período de interrupção nos finais do século XVI, durante a Crise de sucessão de 1580.
O edifício começou a construir-se pela fachada principal, para que a antiga Igreja de São Salvador pudesse continuar a servir o culto. Esta é ladeada por duas torres sineiras e, ente ambas, um templete para o relógio, colocado em 1782.
Adossadas ao corpo da Igreja foram construídas quatro capelas, com recursos de particulares e das irmandades, e as sacristias. No início do século XVII foi construído um claustro, conhecido pelo sítio, que serviu no século XIX de cemitério e desapareceu na década de 1950 para dar lugar ao arranjo que atualmente existe na frente para a rua da Rosa. No século XVIII, também nas traseiras, adicionou-se-lhe a Sacristia Grande e a Sala do Tribunal Eclesiástico.

O templo foi reconsagrado em 1808.

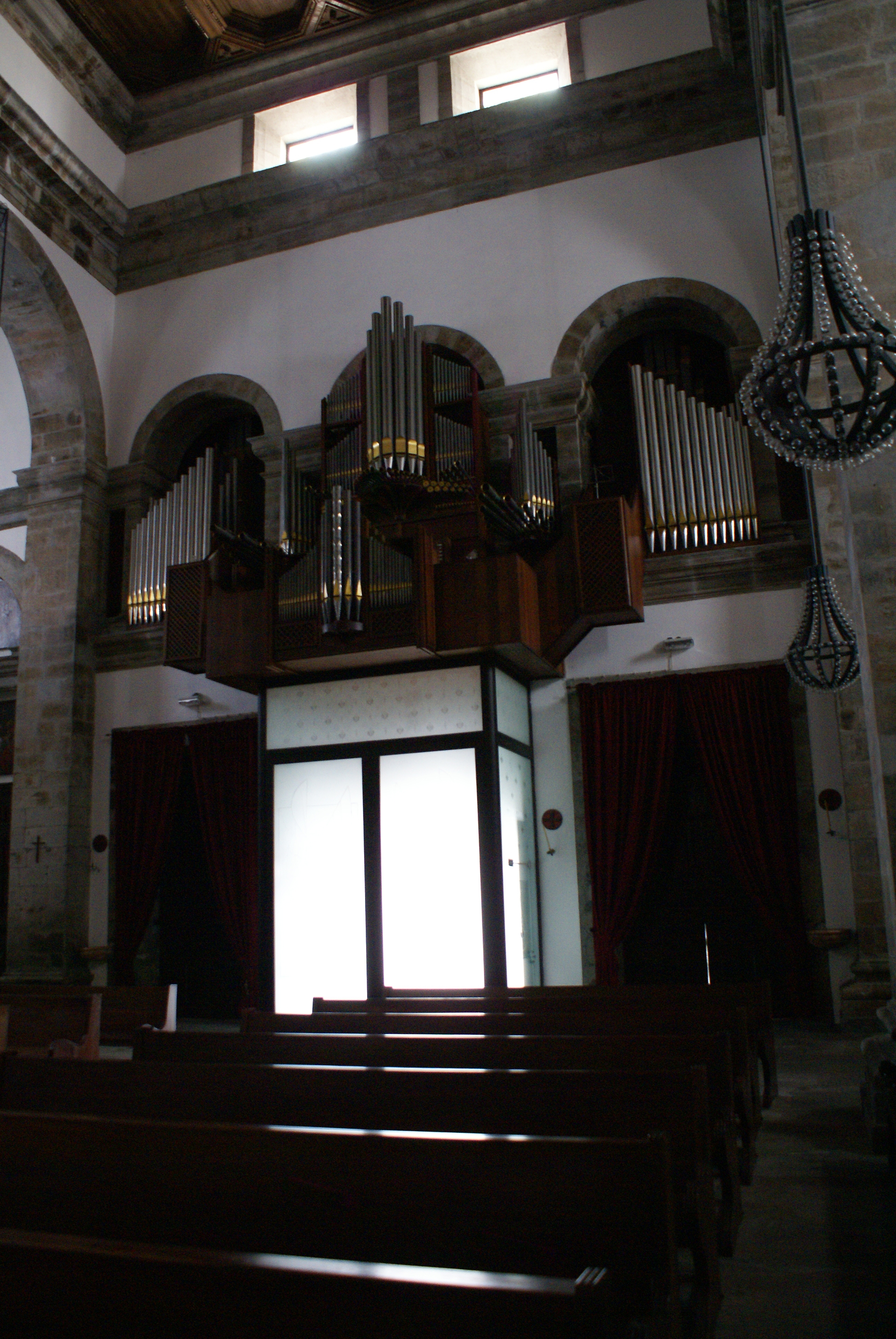
Sé Catedral: órgão de tubos.

No contexto da Guerra Civil Portuguesa (1828-1834) aqui eram celebrados os "Te Deum", quer por realistas quer por liberais no poder. Em 1829, a Junta Provisória mandou recolher a prataria e os sinos das igrejas (exceto o estritamente necessário ao culto) à Casa da Moeda estabelecida na Fortaleza de São João Baptista, para fundir moeda - os "malucos" de 80 réis. Em função dessa medida, este templo perdeu todos os seus sinos pequenos e muitas das antigas alfaias, tendo sido salvo a custo, por meio de negociação, o magnífico frontal de prata do altar do Santíssimo.
Aqui foi realizada a cerimónia de batismo de Ngungunhane e seus companheiros de exílio, a 16 de abril de 1899, pelo bispo de Angra, D. Francisco José Ribeiro de Vieira e Brito, tendo como padrinhos os principais notáveis da ilha.
O terramoto de 1980 causou extensos danos ao edifício. Com os trabalhos de restauração a decorrer, a 5 de julho de 1983 registou-se a derrocada de uma das torres e em 25 de setembro daquele ano, um grande incêndio que destruiu por completo as talhas douradas dos altares, os órgãos de tubos e o teto em caixotões.
Nessas catástrofes perdeu-se um enorme espólio artístico, principalmente de decoração barroca, mas foi possível reedificar o templo que manteve a sua imponência e continua a ser o centro religioso dos Açores e um importante centro cívico da cidade, onde decorrem os mais proeminentes acontecimentos.
Em torno da construção existiu sempre um amplo adro. Esse adro, com escadaria para a rua da Sé, foi melhorado em 1845 na frente para a rua do Salinas. Esse adro alberga em nossos dias uma estátua do Papa João Paulo II, comemorativa da sua visita, em 11 de maio de 1991.

## Cronologia

### Século XV
- 1461 – Fundação da Ermida de São Salvador a mando de Álvaro Martins Homem, fundador da vila da Angra. Essa ermida esteve na origem da Sé de Angra do Heroísmo.
- 1496 – Data indicada como a da conclusão da obra, dado que neste ano é nomeado o respectivo vigário.

### Século XVI
- 1533 – A pedido de D. João III de Portugal, o papa Clemente VII criou o bispado de São Miguel, mas faleceu antes da bula respectiva ter sido expedida. No ano seguinte, o recém-eleito papa Paulo III pela bula Aequum reputamus erigiu o bispado de São Salvador do Mundo, dando-lhe por catedral a igreja do mesmo nome na cidade de Angra do Heroísmo.
- 1534 – 5 de Novembro – Criação do Bispado de Angra que viria a estender a sua jurisdição sobre todas as 9 ilhas dos Açores. A criação do bispado deve-se ao papa Paulo III através da bula Aequum reputamus.
- 1534 – Câmara Municipal de Angra formula um pedido ao Papa e à coroa para a construção novo edifício para a Sé, viste que o existente não levava a população.
- 1534 – Fundação da Capela Mor da Sé de Angra do Heroísmo, local onde se encontra a Câtedra do Bispo e o cadeiral do coro capitular.[6]
- 1536 – A mando do Bispo de Angra e com o acordo da Câmara Municipal da ainda vila fez-se lembrar ao rei D. João III de Portugal a necessidade de cumprir o seu compromisso de instalar a sede da diocese.
- 1556 – Com o falecimento de Pero Anes do Canto, nesta data, o seu corpo foi sepultado na Capela do Senhor Jesus Velho ou de Nossa Senhora de Lurdes, cuja construção se deve à família Canto e Castro.[6]
- 1557 – A missiva envida em 1536 chega às mãos do rei D. João III de Portugal, que não deu seguimento ao pedido, tratando apenas dos aspectos organizativos. Facto que levou a Câmara da Cidade, neste ano a mandar nova mensagem ao rei a solicitar construção do novo templo, aproveitando para informá-lo, contudo, que os moradores de Angra não estavam em condições financeiras de contribuir para esse fim.
- 1568 – 10 de Janeiro - A decisão de construir o novo templo da Sé de Angra, solicitado desde 1534, só foi tomada no reinado do Cardeal D. Henrique. A coroa tomou a decisão de mandar construir a nova Sé a expensas da suas.
- 1570 – 18 de Novembro – É lançada a pedra fundamental do novo templo da Sé de Angra, em cerimónia solene. Os seus trabalhos estenderam-se por meio século tal as proporções da construção para tão o então pequeno burgo. Levaria nada menos de 48 anos a construir.
- 1570 – É iniciada a Capela de Santo Estêvão, instituída por Estêvão Cerveira Borges, homem da nobreza da cidade e doador dos terrenos para a construção deste templo.[6]
- 1580 - Batismo nesta Sé do beato João Baptista Machado, Padroeiro da Diocese de Angra e que foi marterizado em Omura, no Japão em 1617.[7][8]
- 1580 - Nomeação de Luiz de Figueiredo Lemos no cargo de deão da Sé de Angra, ilha Terceira.

### Século XVII
- 1631 – Fundação da Capela de São Pedro ad Vincula pelo Cónego Luís de Almeida, falecido nesse ano, que a paramentou e embelezou e onde existe a pedra tumular do fundador.[6]
- 1640 – É construído nesta Sé O Altar das Almas por iniciativa da Irmandade das Almas, pelo então cónego Leonardo de Sotto Mayor (falecido em 1653).[6]
- 1641 - 31 de Março - Domingo de Páscoa, D. João IV de Portugal foi aclamado rei em Angra, sob o fogo cerrado das baterias espanholas, foi um dos acontecimentos mais “impressionantes” da Restauração segundo o Historiador José Manjardino: "a aclamação fez-se num ambiente dramático que já aqui em tempos se apontou como a mais espectacular e genuína restauração da independência havida em terras de Portugal. Uma procissão cívica percorria as ruas até à Praça, convergindo para a Sé, onde se cantou um Te Deum, tudo ao ritmo e sob a fumarada da artilharia castelhana que, do castelo de São Filipe, disparava sem cessar sobre a cidade."

### Século XVIII
- 1706 – Construção da Capela do Senhor Jesus dos Aflitos, capela que provêm do primeiro templo fundado por Diogo Álvares Vieira e sua mulher Beatriz Anes Camacho. Nesta capela encontra-se a pedra tumular de Francisco Dias do Carvalhal, seu instituidor.[6]
- 1733 - 10 de janeiro - Morre D. Manuel Álvares da Costa o 19.º bispo da Diocese de Angra, onde exerceu entre 1721 e 1733.
- 1782 – É colocado o Relógio da Sé de Angra, no templete, para esse fim construído entre as duas torres sineiras.

### Século XIX
- 1808 – Dá-se a reconsagração da Sé de Angra.
- 1828 – Com início neste ano, e no contexto da Guerra Civil Portuguesa, foram aqui celebrados vários "Te Deum", quer por realistas quer por liberais no poder.
- 1829 – A Junta Provisória mandou recolher a prataria e os sinos das igrejas, (Sé de Angra do Heroísmo incluída), exceto o estritamente necessário ao culto, à Casa da Moeda então estabelecida na Fortaleza de São João Baptista, para fundir moeda - os "malucos" de 80 réis.
- 1845 – Melhoramento do vasto adro da Sé de Angra para a Rua do Salinas. Para a Rua da Sé já apresentava uma ampla escadaria.
- 1854 – É construído o Altar de Nossa Senhora dos Anjos, local onde se encontra a imagem de Nossa Senhora da Conceição que data do século XVII.[6]
- 1891 – É iniciada a devoção no Altar de Nossa Senhora de Lurdes pelo Monsenhor Cónego Ferreira. É nesta capela que o Cabido celebra em Fevereiro a festa própria, a primeira instituída em Portugal.[6]
- 1899 – 16 de Abril – É realizada na Sé de Angra a cerimónia de Batismo e Crisma de Ngungunhane e seus companheiros de exílio, pelo bispo de Angra, D. Francisco José Ribeiro de Vieira e Brito. Incluindo os seus filhos que adoptaram os nomes de baptismo de Reinaldo Frederico Gungunhana, António da Silva Pratas Godide, Roberto Frederico Zichacha e Silva (de que foi padrinho de batismo José Pimentel Homem de Noronha)[9] e José Frederico Molungo (de que foi padrinho de batismo Francisco de Paula de Barcelos Machado de Bettencourt).[10]

### Século XX
- 1920 – Reconstrução da Capela de Nossa Senhora do Rosário, que já provinha da capela primitiva da fundada por Álvaro Martins Homem em 1461. A existência desta capela deve-se à antiquíssima Irmandade do Rosário.
- 1948 – Colocação da Imagem de Nossa Senhora de Fátima, na Capela de Nossa Senhora do Rosário a quando da visita da imagem peregrina a este templo.
- 1980 – 1 de Janeiro – O terramoto que afectou as ilhas do Grupo Central dos Açores, causou grandes danos nesta Catedral dos Açores.
- 1980 – 11 de Junho – Dada a importância do edifício, a Sé de Angra, é feita a sua classificação como Monumento Regional pelo Governo Regional dos Açores.
- 1983 – 25 de Setembro – Na madrugada deste dia, um aparatoso incêndio destrói parte importante do recheio da Sé de Angra do Heroísmo, particularmente a sua valiosa talha dourada dos altares, os órgãos de tubos e o teto em caixotões.[5]
- 1983 – No decorrer do restauro necessário após o terramoto de 1 de Janeiro de 1980, registou-se a derrocada de uma das torres.
- 1985 – 3 de Novembro – Após o fim das obras de restauração dos estragos causados pelo terramoto do dia 1 de Janeiro de 1980, a Sé de angra é benzida pelo Cardeal Patriarca de Lisboa.[11]
- 1986 – Assinalam-se os 500 anos da primeira nomeação de um vigário para a paróquia de São Salvador.[11]
- 1987 – São recolocadas as primeiras Telas artísticas restauradas após o sismo, das 30 que estiveram em restauro.[11]
- 1988 – Uma comissão com paroquianos da Sé ergue um monumento ao Beato João Baptista Machado.[11]
- 1989 – São feitas as comemorações das cinco séculos de evangelização e encontro de culturas.[11]
- 1990 – A Sé passa a integrar a Zona Pastoral de Angra, com pároco, Cartório e Boletim em comum.[11]
- 1991 – maio – Esta sé prepara-se para a visita do Papa João Paulo II.
- 1991 – 11 de Maio – O Papa João Paulo II reza na Sé de Angra do Heroísmo. Aqui deixa a Cátedra e a Casula usadas em Angra. Colocação no adro da Sé de Angra de uma estátua do Papa João Paulo II, comemorativa da sua visita a esta Sé nessa mesma data.[11]
- 1992 – Congresso de Leigos e última renovação do Cabido da Catedral criado pelo Papa Paulo III.[11]
- 1993 – 17 de janeiro – É inaugurado um novo órgão de tubos, na Sé, dada a destruição do anterior. Este órgão é da autoria do mestre organeiro Dinarte Machado.[11]
- 1994 – Nasce o primeiro plano pastoral diocesano, cujo mentor é o pároco da Sé de então.[11]
- 1995 – São desenvolvidos esforços para inventariar os bens móveis da Sé.[11]
- 1996 – 30 de junho – Dá-se a ordenação do episcopal do primeiro prelado açoriano a entrar na Diocese.[11] e a inauguração do novo guarda-vento.
- 1997 – Procede-se ao restauro de todas as imagens existentes nas várias capelas da Sé, que voltam aos seus lugares primevos.[11]
- 1998 – É comemorado o 50º Aniversário da 1º passagem da imagem peregrina de Nossa Senhora de Fátima na Sé de Angra do Heroísmo.[11]
- 1999 – Instalação do retábulo da São Salvador na Capela Mor com antigos painéis do século XVI.[11]

### Século XXI
- 2000 – Aberta a Porta Santa do Jubileu. A propriedade da Sé é transferida do Estado Português para a Fábrica da Igreja da Sé.[11]
- 2001 – construção em pedra do Altar de Nossa Senhora do Rosário.[11]
- 2001 - Feito desenho em calçada no adro com os Brasão de Armas da Diocese.[11]
- 2002 – Instalação da iluminação cénica da Sé.[11]
- 2003 – Fundação do Centro Social e Paroquial da Sé.[11]
- 2003 – Restauro e ampliação do órgão de tubos da Sé.[11]
- 2004 – Celebração do IV Centenário da Irmandade de São Pedro Ad Vincula, com a construção de raiz de uma sede social própria, fora do edifício da Sé.[11]
- 2005 – Remodelação museológica e reabertura ao público do Tesouro da Arte Sacra da Sé.[11]
- 2006 – Instalação de relógio e sinos electrónicos, dando origem à exposição, no adro da Rua da Rosa, dos antigos sinos e relógio.[11]
- 2006 – Inicio da exposição, com carácter permanente, no adro da Rua da Rosa, dos antigos sinos e relógio da Sé.[11]
- 2008 – II Centenário da Dedicação da Catedral, com um concerto das Matinas da Sagração.[11]
- 2008 - Publicação da obra “São Salvador de Angra – uma Catedral Sebástica, de Mateus Laranjeira".[11]
- 2009 – Ficam completos os restauros dos retratos dos Bispos da Sé.[11]
- 2009 - Sergey Ilchenko pinta 10 retratos dos Bispos de Angra, entre 1872 e 1996, dando origem à exposição dos 475 anos da Diocese.[11]
- 2010 – É instalado um Carrilhão na torre poente da Sé, representando os 19 concelhos que formam a Diocese de Angra.[11]

## Características
Considerado o templo de maiores dimensões no arquipélago, apresenta planta retangular em estilo renascentista e "chão". O seu interior é marcado por enormes colunas de pedra que sustentam o tecto.
Ostenta na sua fachada duas torres com duas ordens de sineiras cada, as quais podem comportar 32 sinos.
No seu interior, destaca-se a charola da capela-mor e uma magnífica estante de leitura em estilo indo-português, ao centro do coro capitular.
É uma Igreja ampla de 3 naves divididas por pilares sem transepto, mas de cobertura única. A cabeceira é contudo surpreendente por se inscrever num revivalismo gótico, com deambulatório, com 3 capelas radiantes e um abside coberta por uma cúpula suportada por colunas dóricas, sendo o conjunto acanhado e com falta de proporção ao corpo do templo.

### Pórtico

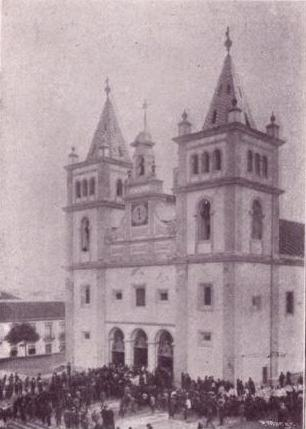
"A Sé de Angra" (Álbum Açoriano, 1903). Nesta imagem pode-se observar a entrada principal da sé

O acesso a este templo é feito por um pórtico dividido por 3 arcadas e onde se encontram fixadas nas paredes duas placas de bronze. À direita encontra-se uma placa comemorativa da visita de Sua Santidade o Papa João Paulo II, que foi o primeiro e único pontífice que visitou os Açores e orou nesta igreja no dia 2 de Maio de 1991.
A esquerda do pórtico encontra-se a outra placa que tem cariz informativo e se refere À reconstrução deste Catedral depois do Terramoto de 1 de Janeiro de 1980 e da sua bênção pelo Cardeal Patriarca de Lisboa, ocorrida no dia 3 de Novembro de 1985, sendo na altura Bispo de Angra D. Aurélio Granada Escudeiro.
A porta central encontra-se protegida por um guarda-vento em vidro que foi inaugurado em 1996. A sua conceção resultou de um trabalho conjunto dos artista plásticos José Nuno da Câmara Pereira (natural dos Açores) e Cristina Dores. Após a aprovação da ideia inicial em reunião do Cabido da Catedral, em que estiveram presentes os artistas referidos, foi adjudicada a obra a Cristina Dores. O estudo incluiu a elaboração em parceria de muitos esquissos e maquetas e demorou cerca de três anos. Após a aprovação do desenho final passou-se à fase de execução que decorreu na totalidade nas instalações de Cristina Dores, no Continente. A obra completa foi transportada por avião para Angra do Heroísmo e o processo de montagem decorreu sob a superior orientação de Cristina Dores.
Para iniciar a visita, a entrada no templo deve ser feita pela porta da esquerda desse guarda vento, tendo assim acesso à nave do Santíssimo Sacramento.

### Pia baptismal

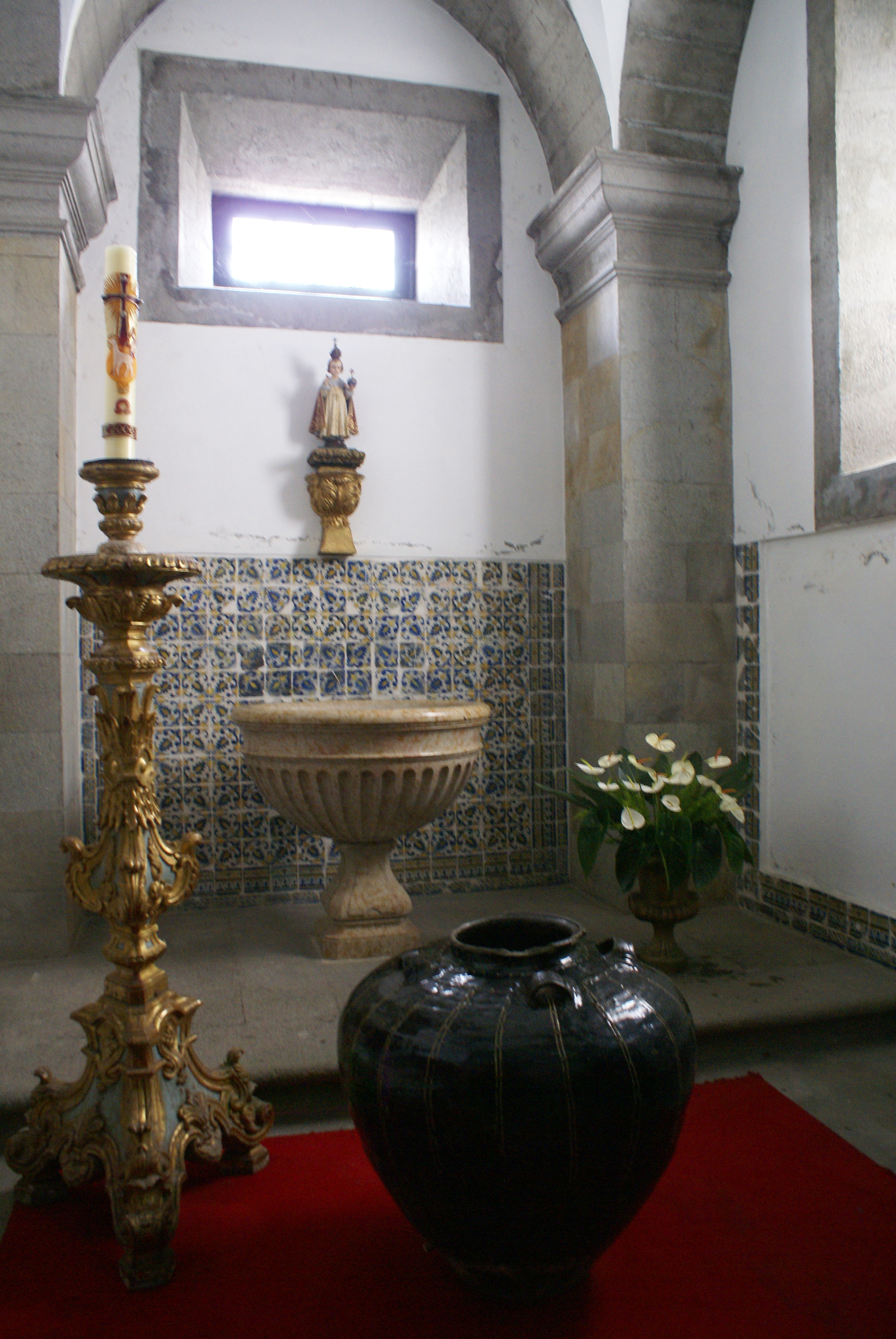
Sé Catedral: vaso da Dinastia Ming junto a um baptistério (Coleção da Sé de Angra do Heroísmo.)

A pia baptismal, ou baptistério, apresenta-se como uma peça fundamental neste templo, é o lugar onde ao longo dos séculos tem sido baptizados os angrenses paroquianos da freguesia da Sé e onde, segundo a tradição também o foi o martirizado no Japão, defensor da fé cristã, o Beato João Baptista Machado.
Neste baptistério, além da pia baptismal pode admirar-se sobre o portal duas telas de boa escola maneirista, uma representando a circuncisão de Cristo e a outra a adoração dos Reis Magos.

### O Portal Paralelo ao do Baptistério
No fim desta nave lateral, dá acesso às sineiras e ao antigo coro alto. Sobre as portas duas telas representam a Última Ceia de Cristo e a Santíssima Trindade.
No antigo coro alto e sobre o guarda vento, na nave central, existe um órgão de tubos, de construção recente, data de 1994, e é da autoria do organeiro micaelense Dinarte Machado. Este órgão e considerado o maior e mais imponente órgão construído no século XX na Península Ibérica. Este instrumento está preparado para concertos e é de rara beleza. De assinar ainda o tecto da nave central.
O acesso à Sacristia Mor é feito pelo deambulatório da capela Mor, e através da Sacristia do Rosário ou dos Capelães, e onde existe uma galeria de retratos dos bispos angrenses entre 1872 e à actualidade.
Nesta Sacristia de apreciável dimensão, pode apreciar-se os grandes arcazes barrocos em jacarandá, onde se guardam os paramentos, e também peças de mobiliário artístico.
Ao fundo, está o altar em pedra com vestígios de pintura dourada com um belo crucifixo e um presépio barroco. No chão, a imponente pedra tumular do Deão Francisco Burquó Del Rio (falecido em 1745) benemérito deste altar. Nas paredes os retratos dos bispos de Angra entre 1534 e 1870.

### Os Sinos da Sé de Angra
Esta Sé Catedral é dotada por 4 conjuntos de sinos, que a saber são: Ao centro do frontispício do templo, dois sinos destinados ao serviço do relógio; na torre nascente, quatro sinos destinados ao serviço do culto divino; na torre poente dezanove sinos que se constituem no carrilhão; e no adro da Rua da Rosa, 3 sinos para memória futura.
Os quatro sinos da torre nascente, ou sinos de culto datam de 1714 a 1984, sendo assim distribuídos: no primeiro andar encontra-se o sino grande, que pesa uma tonelada, e que  funciona nos dias em que o Bispo oficia na Sé. E o sino mais antigo, onde se pode ler: Depaire Virgini A Conceptione Dicatum, Lucas Roiz Palavra Fect Anno 1714, l de 6, com a imagem em alto-relevo de Nossa Senhora da Conceição coroada.
No mesmo nível, voltado à Rua do Salinas, encontra-se outro sino de culto com a
Inscrição: Fundição de Sinos de Rio Tinto de H. M. da Costa, Porto, 1984, com a imagem de Nossa Senhora da Conceição sem coroa, com uma cruz, referente à comemoração dos 450 anos da criação da Diocese de Angra, quando a Sé se preparava para reabrir após o Terramoto de 1 de Janeiro de 1980.
Ainda na torre nascente, no segundo nível existem dois sinos pequenos, também chamados de garridas, devido ao seu som alegre e festivo, que anunciam desde a véspera as festas e os domingos.
Na garrida voltada para a Rua da Sé encontra-se gravada uma cruz latina e a legenda: Francisco Rodrigues Bella o fez em Lisboa no anno de 1834. No sino pequeno voltado para a Rua do Salinas, lê-se: J.M. Pereiras, Ponta Delgada, 1918.,com uma cruz latina.
Outro conjunto de sinos encontra-se nas Arcadas do Adro Sul, voltado à Rua da Rosa, junto com o antigo relógio da Sé. Estão fendidos, e, por isso, fora de serviço, mas guardam muitas memórias colectivas. O sino grande tem uma cruz latina em alto-relevo com dois círculos rendilhados e as inscrições: Faustino Alves Guerra o fez em Lisboa no anno de 1782. No segundo sino consta: Francisco Rodrigues Bellas o fez em Lisboa no anno de 1843, onde se vê o símbolo do Espírito Santo (a pomba) e dois círculos rendilhados no bronze. Um terceiro sino não tem qualquer inscrição.
No campanário central do frontispício foram colocados, no ano de 2005, dois sinos novos de serviço ao relógio monumental da cidade, a expensas da paroquia da Sé, onde se lê em ambos o seguinte: A fundição de sinos de Braga. «Serafim da Silva Jerónimo». www.jeronimobraga.com.pt, Braga. Ano de 2005, com uma cruz latina floreada com o pé.
Na torre poente, no último mês de ano 2010 foi instalado um carrilhão constituído por 19 sinos, representando todos os concelhos que formam a Região Autónoma dos Açores.

Assim, no 1º. andar desta torre encontra-se um sino grande em representação de Angra do Heroísmo, com a imagem de São Salvador, onde se lê: Nos 475 anos da criação da Diocese de Angra e nos 25 anos da reabertura desta Catedral após o terramoto de 1980. Neste nível, voltados para a Rua Carreira dos Cavalos encontram-se quatro sinos grandes alusivos às quatro cidades açorianas, percebendo-se pela dimensão os concelhos que representam: Ponta Delgada, Ribeira Grande, Praia da Vitória e Horta.

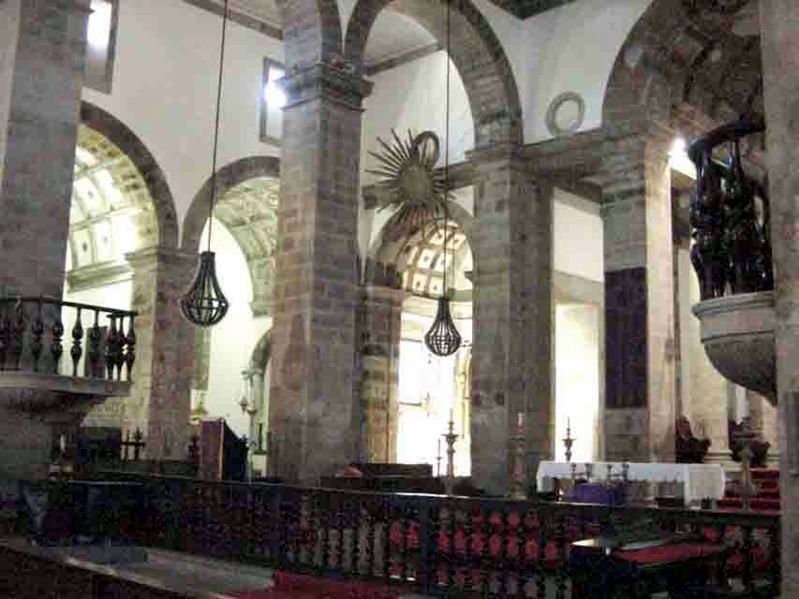
Sé Catedral: vista do interior.

No 2.º nível desta mesma torre, estão colocados para o lado da Rua da Carreira dos Cavalos, os sinos alusivos às três vilas mais populosas, por esta ordem: Lagoa, Vila Franca do Campo e Povoação, todas na ilha de São Miguel. Em frente, voltados para o interior, estão outras três Vilas de média dimensão: Madalena do Pico, ilha do Pico, Vila do Porto, ilha de Santa Maria, e Velas na ilha de São Jorge. Para a Rua da Sé, no último andar estão oito sinos que representam os concelhos mais pequenos da Região, por esta ordem: Lajes do Pico, na ilha do Pico, Nordeste, na ilha de São Miguel, Santa Cruz da Graciosa, ilha Graciosa, Calheta, na ilha de São Jorge, São Roque do Pico, na ilha do Pico, Santa Cruz das Flores, Lajes das Flores na ilha das Flores e Vila do Corvo, ilha do Corvo. Em todos eles estão gravados no bronze o nome do município, a ilha e o padroeiro da sede de concelho.
O financiamento desta aquisição deve-se à Câmara Municipal de Angra do Heroísmo, em 50% do custo total, e à paróquia de São Salvador da Sé e aos outros dezoito municípios que formam a Diocese de Angra, em outra tanta percentagem. A empresa fornecedora e instaladora foi a Fundição de Sinos de Braga de Serafim da Silva Jerónimo.
O concerto de abertura foi realizado no dia 24 de Dezembro de 2010, pelas 23 horas, no adro da Sé, sendo concertista o Director do Coral Catedralício, Dr. Duarte Gonçalves da Rosa, após a bênção dos novos sinos, pelo Bispo de Angra, Dom António de Sousa Braga, na presença da Presidente da Câmara Municipal de Angra do Heroísmo, Dra. Andreia Cardoso, em representação do Município Angrense e dos outros municípios açorianos que se associaram à iniciativa.

## As Capelas

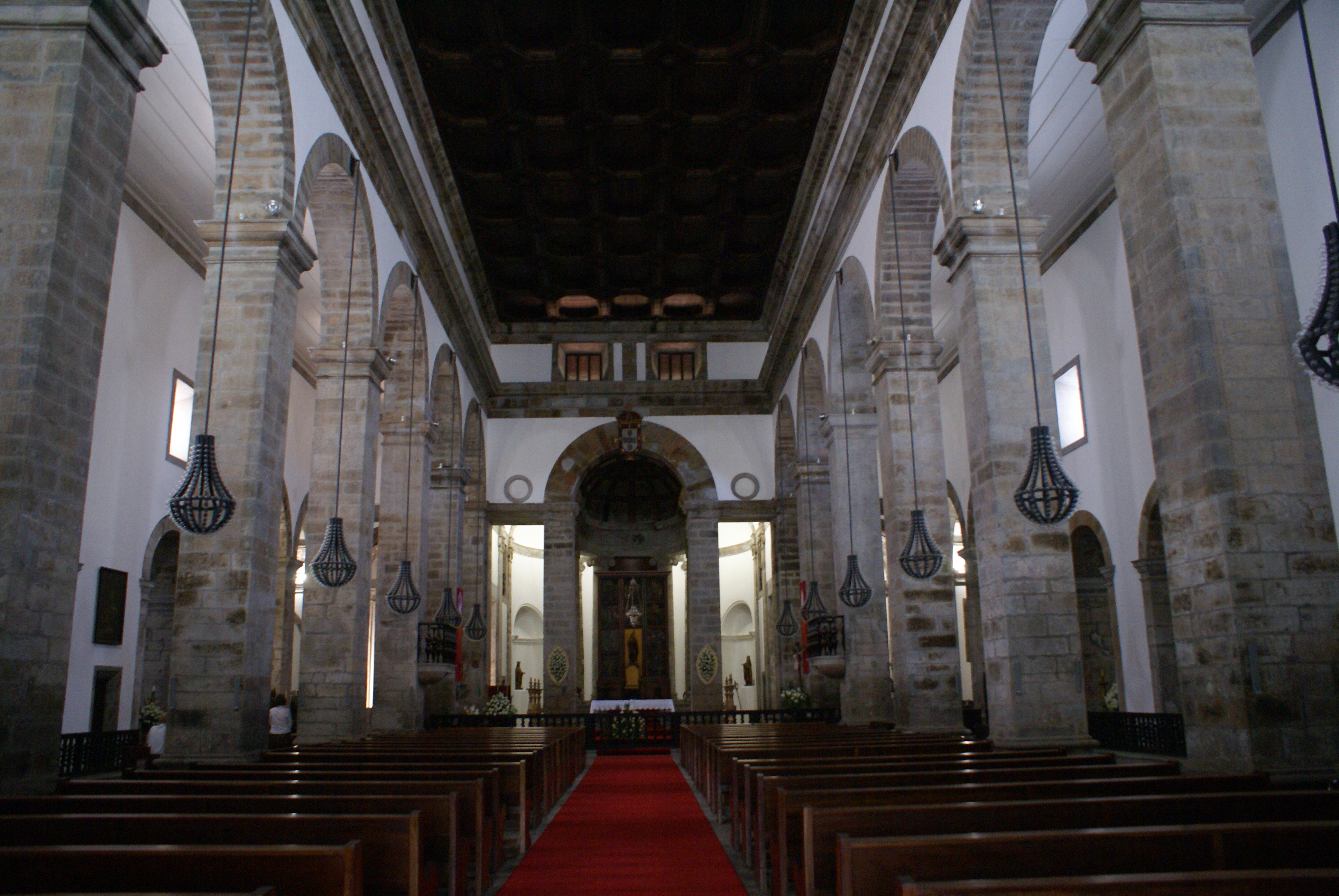
Sé Catedral: nave central.

### O Altar das Almas
Foi neste altar que em 1640 foi erecta A Irmandade das Almas, pelo então cónego Leonardo de Sotto Mayor (falecido em 1653). Este altar tem uma tela alusiva à salvação das almas com representação da Santíssima Trindade, a Virgem Maria e São Domingos.

### Altar de Nossa Senhora dos Anjos
Neste altar encontra-se a imagem de Nossa Senhora da Conceição que data do século XVII e é proveniente do altar mor do antigo Convento de São Francisco da Praia.
Apresenta-se como uma das mais belas desta Sé. Foi uma oferta a este templo feita pelo 2.º Conde da Praia da Vitória, Jácome de Ornelas Bruges de Ávila Paim da Câmara,  para as festividades do dogma da Imaculada Conceição proclamado em 1854.

### Capela do Senhor Jesus dos Aflitos
Esta capela provêm do primeiro templo onde havia sido fundada por Diogo Álvares Vieira e sua mulher Beatriz Anes Camacho. Nesta capela encontra-se a pedra tumular de Francisco Dias do Carvalhal, seu instituidor, e figura proeminente da cidade de angra no final do século XVI. No altar desta capela admira-se o conjunto escultório representando o calvário, com Cristo crucificado, Nossa Senhora e São João encomendado em Lisboa, em 1706, pelo Bispo D. António Vieira Leitão.

### Capela de Nossa Senhora do Rosário
Esta capela foi edificada e fundada pela antiquíssima Irmandade do Rosário, vinda do anterior templo desta Sé e onde já tinha tido o seu altar.
Nela venera-se a imagem de Nossa Senhora de Fátima aqui posta com solenidade quando da visita da imagem peregrina em 1948. Também existem nesta capela as imagens de São José e a do Sagrado Coração de Jesus adquirida à custa de devotos em 1920.

### Capela do Santíssimo Sacramento
É esta capela o lugar mais sagrado de toda a Catedral, foi fundada pela mais antiga irmandade da Sé, a do Irmandade do Santíssimo Sacramento, ainda hoje em plena actividade. Esta capela possui um sacrário de prata e um assinalável frontal, também de prata, que data do início do século XVIII.
O conjunto de prataria foi salvo da confiscação governamental em 1829 pela irmandade que pagou o seu valor em dinheiro, mas só parte dessa colecção se pode admirar na capela, estando a restante recolhida no Tesouro da Sé.

### Capela-mor

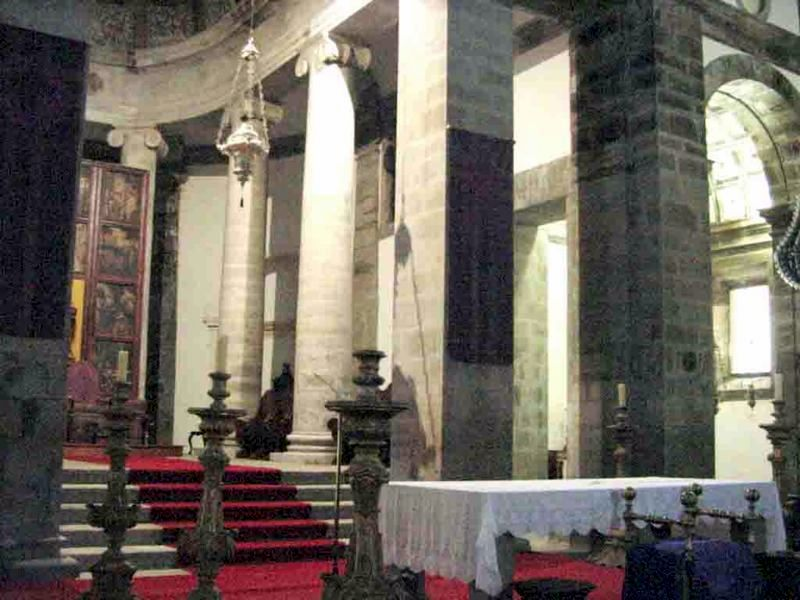
Sé Catedral: vista do altar.

A capela-mor é o coração da Igreja dos Açores, é aqui que se encontra a Câtedra do Bispo e o cadeiral do coro capitular, fundado com a diocese, em 1534, com cinco dignidades e 12 cónegos. O arco triunfal ostenta as Armas Reais sobrepostas à Cruz de Cristo, simbolizando a concordata entre o Papa, o Reino de Portugal e a Ordem de Cristo para a expansão do Catolicismo.
Tem um ainda um importante retábulo com pintura em madeira de cedro, do século XVII, figurando várias passagens do Evangelho e no meio a imagem do Santíssimo Salvador, orago deste Sé, de imaginária local da oficina da Escola dos Mestres da Sé.
No antigo coro capitular fica o altar-mor onde se celebram as mais importantes festividades e a santa missa.
No deambulatório existem 3 altares. O central com um crucifixo notável do século XVIII e nos outros dois as imagens de São Luís Rei de França e Santa Isabel de Portugal. Duas portas dão acesso às sacristias, das quais é visitável a grande.

### Capela do Senhor Jesus Velho ou de Nossa Senhora de Lurdes
Esta capela foi construída pela família Canto e Castro e nela se encontra a pedra tumular de Pero Anes do Canto (falecido em 1556). Provedor das Armadas. Nos lados do arco as armas dos Cantos e dos Castros.

### O Altar de Nossa Senhora de Lurdes
É devoção estabelecida pelo Monsenhor Cónego Ferreira, em 1891 e onde o Cabido celebra em Fevereiro a festa própria, a primeira instituída em Portugal.

### Capela de Santo Estêvão
Esta capela foi instituída por Estevão Cerveira Borges, homem da nobreza da cidade e doador dos terrenos para a construção deste templo, em 1570. Possui esta capela uma bela imagem de Santo Estêvão mártir, paramentado de diácono. Nela está a belíssima estante coral de jacarandá com embutidos de marfim procedente do Convento de São Francisco de Angra do Heroísmo.

### Capela de São Pedro ad Vincula
Foi esta capela fundada pelo Cónego Luís de Almeida (falecido em 1631) que a paramentou e embelezou e onde existe a pedra tumular do fundador.
Nela foi erecta, em 1604, conforme placa comemorativa dos 400 anos, a Irmandade de São Pedro Ad Vincula dos Cléricos Pobres, ainda em actividade. Pode-se admirar a imagem de São Pedro das Cadeias, de bela expressão barroca e uma notável grade de jacarandá. Tanto estes artefactos como a sacristia anexa foram encomenda da Confraria no século XVIII. Serve de capela da reconciliação e o consistório de salas de catequese.

### Altar de Santo António
Desconhece-se quem a fundou mas aqui existiu a Confraria de Santo António, do século XV, que ainda oferece pão benzido nos dias 13 de cada mês. É admirável a imagem do padroeiro.

### Altar de São Brás
Não existem muitas notícias deste altar, mas é digna de nota a imagem de Brás de Sebaste, Bispo, do século XVI e de influência flamenga.

## Espólio

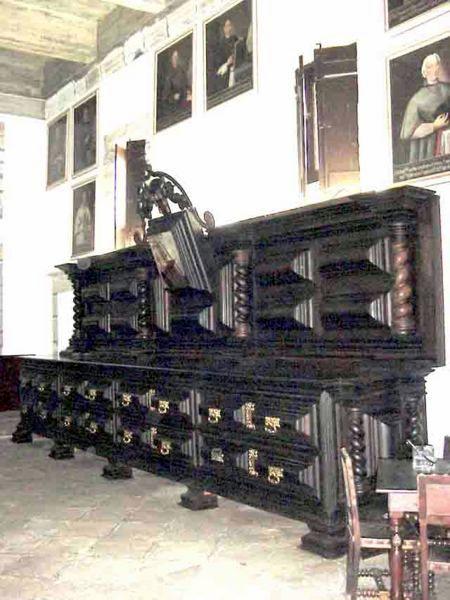
Sé Catedral: móvel em jacarandá na sacristia.

O monumento conserva um vasto repositório histórico e artístico, onde se destacam:
- o frontal e os lampadários de prata da Capela do Santíssimo, representativos da ourivesaria de Angra;[13]
- peças diversas de mobiliário em madeiras-de-lei;
- os painéis da vida de Cristo (pinturas sobre madeira de cedro, datados do século XVI), originalmente no altar-mor do primitivo templo;
- uma estante de leitura em madeira de jacarandá do Brasil, em estilo indo-português, com detalhes em marfim de baleia, executado por artesãos de Angra - artistas da chamada "Escola dos Mestres da Sé";
- uma colecção de esculturas dos mestres da Sé do século XVII.
- azulejos do século XVIII;
- um pontifical que pertenceu a João V de Portugal;
- um vaso chinês da Dinastia Ming;
- um presépio da Escola Machado de Castro; e
- uma galeria de retratos de todos os bispos de Angra.

Parte desse acervo encontra-se exposto no Museu de Arte Sacra anexo, onde se encontram expostas peças do chamado "Tesouro da Sé". Este encontra-se atualmente muito dilapidado com relação ao que terá sido nos séculos XVII e XVIII, principalmente após as incorporações de prata à Casa da Moeda de Angra em 1829 e, no final do século XX com os prejuízos decorrentes do terramoto de 1980, nomeadamente no tocante à estatuária e os frontais de altar.

## Tesouro da Sé
As relações estabelecidas entre os Açores e a Flandres no século XV e no século XVI, logo com a primeira leva de povoadores que chegaram a estas ilhas, entre os quais é de referir o primeiro capitão do donatário da Ilha Terceira, Jácome de Bruges, acabou por trazer a este arquipélago uma muito vasta colecção de obras de arte de cariz religioso.
Entre esse arte destaca-se fortemente a referente à imaginária, que muita influência veio trazer à produção feita localmente, a quando do nascimento de uma escola de santeiros açorianos, embora estes mais tarde tenham vindo a absorver outras influências, nomeadamente a castelhana, durante o período da ocupação espanhola de Portugal entre 1583 e 1642, em que é possível identificar um conjunto de artesãos que normalmente se denominam como “Mestres da Sé".
Estes Mestres da Sé produziram uma grande quantidade de imagens, geralmente utilizando a madeira de cedro, abundante localmente e de grande qualidade, que depois era estofada com folha de ouro e policromada
Embora o Tesouro da Sé, que faz parte do museu da própria catedral, se apresente muito delapidado relativamente ao que terá sido no século XVII e no século XVIII, dado ter sofrido rudes golpes, como foi o caso das incorporações obrigatórias de prata na Casa da Moeda que se instalou em Angra em 1829, e mais tarde, com os prejuízos decorrentes do sismo de 1 de Janeiro de 1980, que afectou sobretudo a área da estatuária e dos frontais de altar, de que a Sé possuía uma riquíssima colecção.
Entre as muitas peças existentes no Tesouro da Sé de Angra, destacam-se as alfaias litúrgicas necessárias para os actos e solenidades do culto de uma Catedral, tais como a mitra, o báculo e a pastoral usados nos actos pontifícias com o bispo, bem como a paramentaria, ornamentos, cálices, parenas, turíbulos, vasos, livros, candelabros e sinos, indispensáveis para o culto ordinário.
É de destacar ainda a estatuária religiosa proveniente da já referida "Escola dos Mestres da Sé", bem como alguma talha dourada que revestia a totalidade das capelas antes do incêndio que destruiu totalmente o recheio desta catedral, a quando dos trabalhos de restauro posteriores ao sismo de 1 de Janeiro de 1980.
Algumas das peças do Museu de Arte Sacra:
| 1. Santíssimo Salvador do Mundo, século XIX, 2. São João, cedro, século, XVII, Mestres da Sé de Angra, 3. São Mateus, cedro, séc, XVII, Mestres da Sé de Angra, 4. São Marcos, cedro, século XVII. Mestres da Sé de Angra, 5. Esquife do Senhor Morto, cedro, séc, XIX, 6. Talha dourada de capela da Sé, cedro, séc, XVIII, 7. Santo Agostinho, cedro, séc, XVII. Mestres da Sé de Angra, 8. Santo Ivo, cedro, século XVII. Mestres da Sé de Angra, 9. sacras com parte da Missa escritas em latim, utilizadas pelo sacerdote para rezar algumas orações do Missal Romano, prata, século XVIII. 10. Porta-Paz, levado aos doentes, juntamente com o Viático, para ser beijado, prata, séc, XIX, 11. Prato e copo para o Santo óleo dos Enfermos, prata, século XIX, 12. Missal Romano com encadernação em pele e prata, séc, XVIII. 13. Ambão de feno com pele de vaca, séc, XVI, 14. Livro litúrgico de grande formato, século XVIII, 15. Nossa Senhora da Conceicão, cedro, séc, XlX, 16. Talha dourada de capela da Sé, cedro, séc, XVIII, 17. Bancada de seis castiçais e cruz, prata, século XVIII, 18. Nossa Senhora, cedro, séc, XVIII, 19. Ambão de ferro com pele de vaca, século XVI, 20. Livro litúrgico de grande formato, século XVIII, 21. Paramentos episcopais: amito, alva, cíngulo, casula, pluvial, véu de ombros, mitra, luvas e sapatos, séc, XVIII, 22. Báculo de prata, século XVII, 23. Pálio de damasco de seda com oito varas de prata séc, XIX, 24. Campainha de bronze e latão, séc, XVIII, 25. Campainha de prata, séc, XVIII, 26. Cruz de pousar, prata dourada, século XVIII, 27. Par de pés de cálice, prata dourada, século XVIII, 28. Caldeirinha, prata, séc, XVII, 29. Concha baptismal, prata, século XVIII, 30. Prato para o Santo óleo do Crisma, prata, séc, XIX, 31. São Gregório, cedro, século XVII. Mestres da Sé de Angra, 32. São Bento, cedro, séc, XVII, Mestres da Sé de Angra, 33. Gomil e Lavanda, prata, século XVIII, 34. Gomil e Lavanda, prata, século XVIII, (2ª peça) 35. Suporte para cruz de altar, prata, séc, XVIII, 36. Ornamento do Grande 0rgão da Sé (Rainha D. Maria l de Portugal), cedro, séc, XVII, 37. Cadeira do pequeno 0rgão da Sé (Padre Serrão), século XIX, 38. Terno de castiçais, prata, século XVIII, 39. Virgem, cedro, século XVII, Mestres da Sé de Angra, 40. Nossa Senhora com Menino, cedro, século XVII, 41. Terno de castiçais, prata, século XVIII, 42. Par de castiçais, cedro, século XIX, 43. Sacrário, cedro, século XVIII, 44. Vara de Confraria, prata, século XVII, 45. São Brás, cedro, século XVII, Mestres da Sé de Angra, 46. Vara de Confraria do Santíssimo Sacramento, prata, século XVII, 47. Turíbulo, prata, século XVIII, 48. Naveta, prata, século XVII, 49. Maça da Irmandade do Santíssimo Sacramento, prata, século XVIII, 50. Galhetas e patena, prata, com inscrição, “Sé” século XVII, | 1. Conjunto para os Santos óleos, prata, século XVIII, 2. Ânfora para o Santo óleo dos Enfermos, prata, século XVIII, 3. Naveta com raríssima forma de pomba trazendo no bico uma custódia, prata, século XVII, 4. Turíbulo, prata, século XVII, 5. Turíbulo, prata, século XVIII, 6. São Lucas, cedro, século XVII, Mestres da Sé de Angra, 7. Galhetas e patena, prata, século XVIII, 8. Cruz-Relicário, prata dourada, século XVII, 9. Rosário, prata dourada, século XX, 10. Cálice e patena, prata, século XVII, 11. Cálice de prata, século XVII, 12. Cálice e patena, prata dourada, século XVIII, 13. Tinteiro do Cabido da Sé, prata, século XVIII, 14. Terno de castiçais de prata, século XVIII, 15. Mesa capitular e cadeiral com seis pés e doze gavetas, séc XVIII, 16. Bancada com seis castiçais de prata, século XVIII, 17. Livros litúrgicos de grande formato. Séc. XVIII, 18. Selo Branco do Cabido da Sé, século XVIII, 19. Casula, estola e manípulo, em seda preta bordada a ouro, século XIX, 20. casula, estola e manipulo de Ihma de prata dourada estilo D. João v, 21. Cátedra forrada a tecido, século XIX, 22. Cruz paroquial, prata, século XVIII, 23. Cruz do Cabido, prata dourada, século XVIII, 24. Cruz processional, prata, século XVIII, 25. Armário, cedro, século XVIII, 26. Nossa Senhora e o Menino, cedro, século XVII, 27. Santa Rita, cedro, século XVII, 28. São Pedro Ad Vincula cedro século XVII, 29. Caixa para Santos óleos com encastrados, século XIX, 30. Santa Quitéria, cedro, século XVII, 31. Nossa Senhora do Rosário com o Menino, cedro, século XVII, 32. Báculo de D. João Maria e D. Francisco José, prata, século XIX, 33. Cadeira de descanso de D. João Maria, jacarandá, século XIX, 34. São Joaquim, cedro, século XVIII, 35. Relicário, cedro, século XVIII, 36. Santa Ana, cedro, século XVIII, 37. Par de castiçais de latão, início do século XX, 38. Livros litúrgicos de grande formato, século XVIII, 39. Almofada forrada com lhama e ouro, século XVIII, 40. Mesa de abas, Séc. XVIII, 41. São Libório, cedro, século XVIII, 42. São Francisco de Bórgia, cedro século XVII, 43. Pote para água baptismal, bano, século XVIII, 44. Ânforas para os Santos óleos, início século XX, 45. Ânforas para 0s Santos óleos, estanho, século XVI, 46. Armário, cedro, século XVIII, 47. Cátedra forrada a tecido, século XVIII, 48. Umbela, seda, século XIX, 49. 2 lanternas de prata, século XVII, 50. Coroa e rosário de Nossa Senhora do Rosário, ouro, à guarda em casa forte. |